# Zwei Frauen (Hellmann)
Zwei Frauen ist der 1989 erschienene erste Roman der deutschen Autorin Diana Beate Hellmann. Der Roman basiert auf Hellmanns eigenen Erlebnissen.

## Handlung
„Zwei Frauen“ erzählt die Geschichte der achtzehnjährigen Balletttänzerin Eva Martin, die Kindheit und Jugend dem Traum geopfert hat, Primaballerina zu werden. Als sie im März 1976 an Krebs erkrankt, droht zunächst ihr gesamtes Weltbild zu zerbrechen. Auf der Krebsstation begegnet sie ihrer Leidensgenossin Claudia Jacoby, und zwischen den Frauen entwickelt sich eine Freundschaft von ungewöhnlicher Tiefe. Eva verbringt Monate in der Klinik und unterzieht sich einer belastenden Chemotherapie. Während ihres Aufenthaltes sterben Mitpatientinnen, auch Claudias Zustand verschlechtert sich. Im Juli 1977 begeht Claudia mit Evas Hilfe Selbstmord, während Eva zu dieser Zeit die Chemotherapie erfolgreich beendet hat. Die anschließende Strahlentherapie bringt Eva an die Grenzen ihrer körperlichen Belastbarkeit. Auch die Bestrahlung verläuft erfolgreich, so dass Eva operiert werden kann. Nach der Operation erfolgt ein erneuter Bestrahlungszyklus und im Mai 1978, nach 26 Monaten Krankenhausaufenthalt, wird Eva Martin als geheilt entlassen.  

## Verfilmung
Das Buch wurde im gleichen Jahr von Carl Schenkel verfilmt, der in Zusammenarbeit mit Bea Hellmann das Drehbuch schrieb. Die Hauptrollen spielten Jami Gertz als Eva und Martha Plimpton, die die Rolle der Claudia übernahm. In den Nebenrollen sind unter anderem George Peppard und Rip Torn zu sehen. Obwohl das Buch in Deutschland spielt, wurde die Handlung im Film in die USA verlagert. Der amerikanische Titel des Films war Silence Like Glass. Die Verfilmung erhielt 1990 eine Nominierung für den Deutschen Filmpreis in der Kategorie „Bester Spielfilm“.

## Ausgaben
- Zwei Frauen; Bastei Lübbe Verlag, 42. Auflage, 608 S.; 2008; ISBN 978-3-404-11478-8